# 緑駅
緑駅（みどりえき）は、北海道斜里郡清里町緑町にある北海道旅客鉄道（JR北海道）釧網本線の駅である。駅番号はB67。事務管理コードは▲111612。

## 歴史

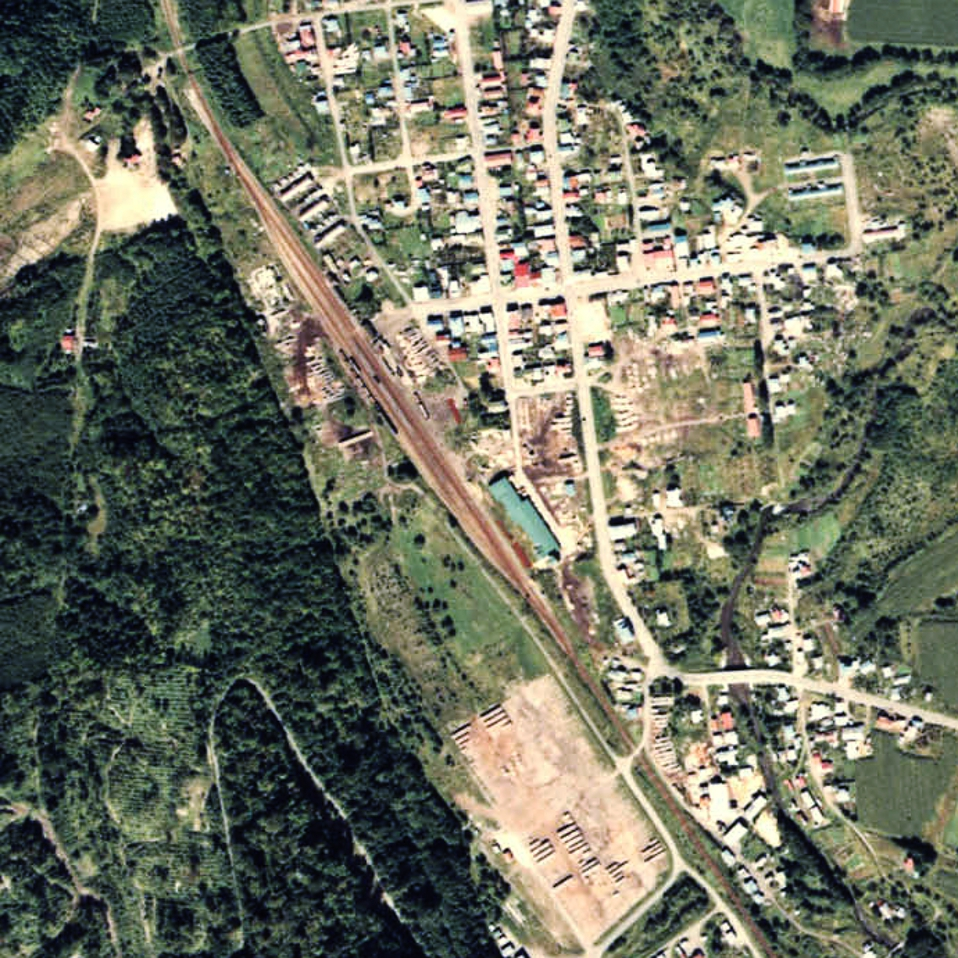
1977年の緑駅と周囲約750m範囲。上が網走方面。

- 1931年（昭和6年）9月20日：国有鉄道の上札鶴駅（かみさっつるえき）として開業[3][4]。一般駅。
- 1938年（昭和13年）：上札鶴森林鉄道開設。最長時（1950年）21.1キロ[5]。
- 1955年（昭和30年）：上札鶴森林鉄道廃止。
- 1956年（昭和31年）4月10日：緑駅に駅名改称[4]。
- 1968年（昭和43年）7月16日：川湯駅間の蒸気機関車補機運用の為の転車台が使用休止[6]。
- 1982年（昭和57年）9月10日：貨物取扱い廃止[7]。
- 1984年（昭和59年）2月1日：荷物取扱い廃止[8]。
- 1986年（昭和61年）11月1日：駅員配置終了[9]。
- 1987年（昭和62年）4月1日：国鉄分割民営化によりJR北海道に継承[1]。
- 2001年（平成13年）9月16日：釧網本線全通70周年記念式典を当駅にて挙行[10]。
- 2025年（令和7年）4月1日：駅の管理を清里町に移行[11]。

### 駅名の由来
旧駅名は札鶴駅（→札弦駅）よりも斜里川上流にあることに由来する。のちに1955年（昭和30年）8月1日の上斜里村の町制施行・清里町改名に先立つ同年7月1日、町字の区域・名称の整理変更が行われ、所在地が「緑町」になったことから翌年に現駅名に改められた。この「緑」の名称由来については「四面緑に囲まれて静かな土地であることから」「春夏の新緑がとても素晴らしいと言う事から」とされている。

## 駅構造
相対式ホーム2面2線をもつ地上駅。2番のりばへは構内踏切を通る。かつては2番線奥に副本線があり、単式ホーム・島式ホーム混合の2面3線となっていた。また、貨物ホームや多くの側線を有していた。清里町管理の無人駅である。

### のりば
| 番線 | 路線      | 方向 | 行先           | 備考     |
| ---- | --------- | ---- | -------------- | -------- |
| 1    | ■釧網本線 | 下り | 釧路方面       |          |
| 1    | ■釧網本線 | 上り | 網走・北見方面 | 当駅始発 |
| 2    | ■釧網本線 | 上り | 網走・北見方面 |          |

朝6時台に当駅始発の知床斜里・網走方面行き、知床斜里発19時台に当駅止まりが1本ずつ設定されている。夜間滞泊は設定されておらず、当駅発着列車は知床斜里に留置され、運用の前後に当駅との間で回送される。

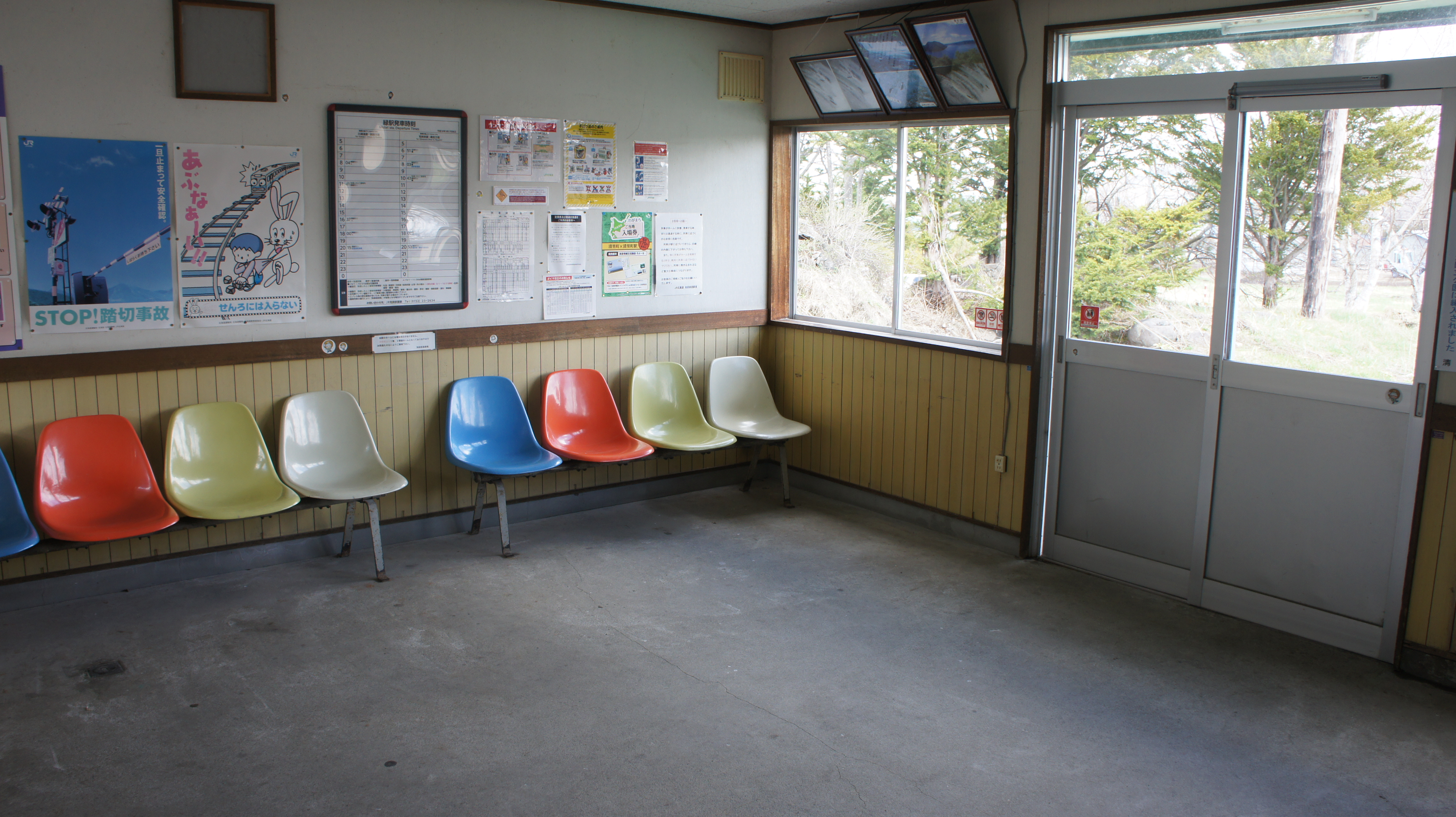
待合室（2018年5月）
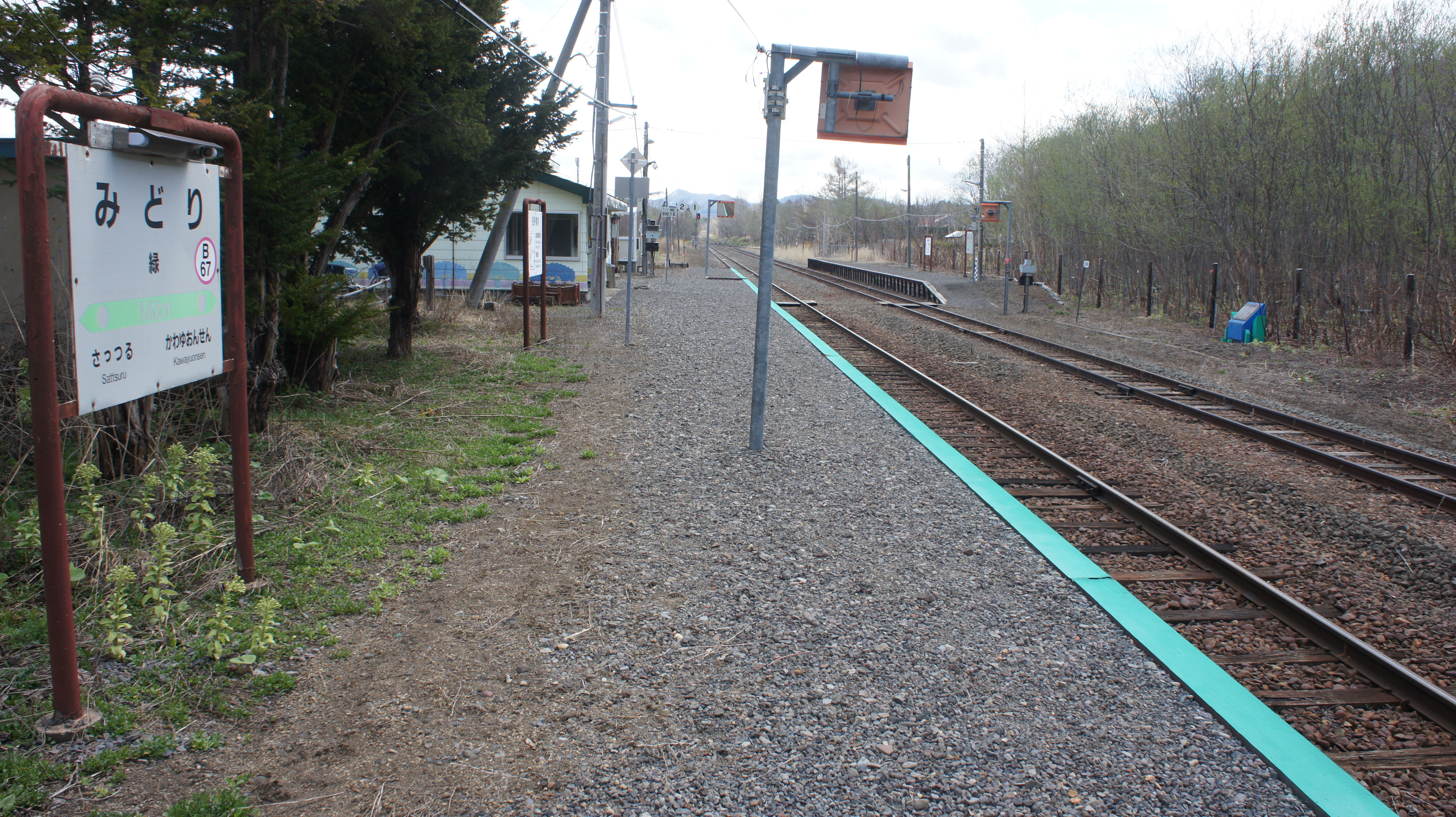
ホーム（2018年5月）
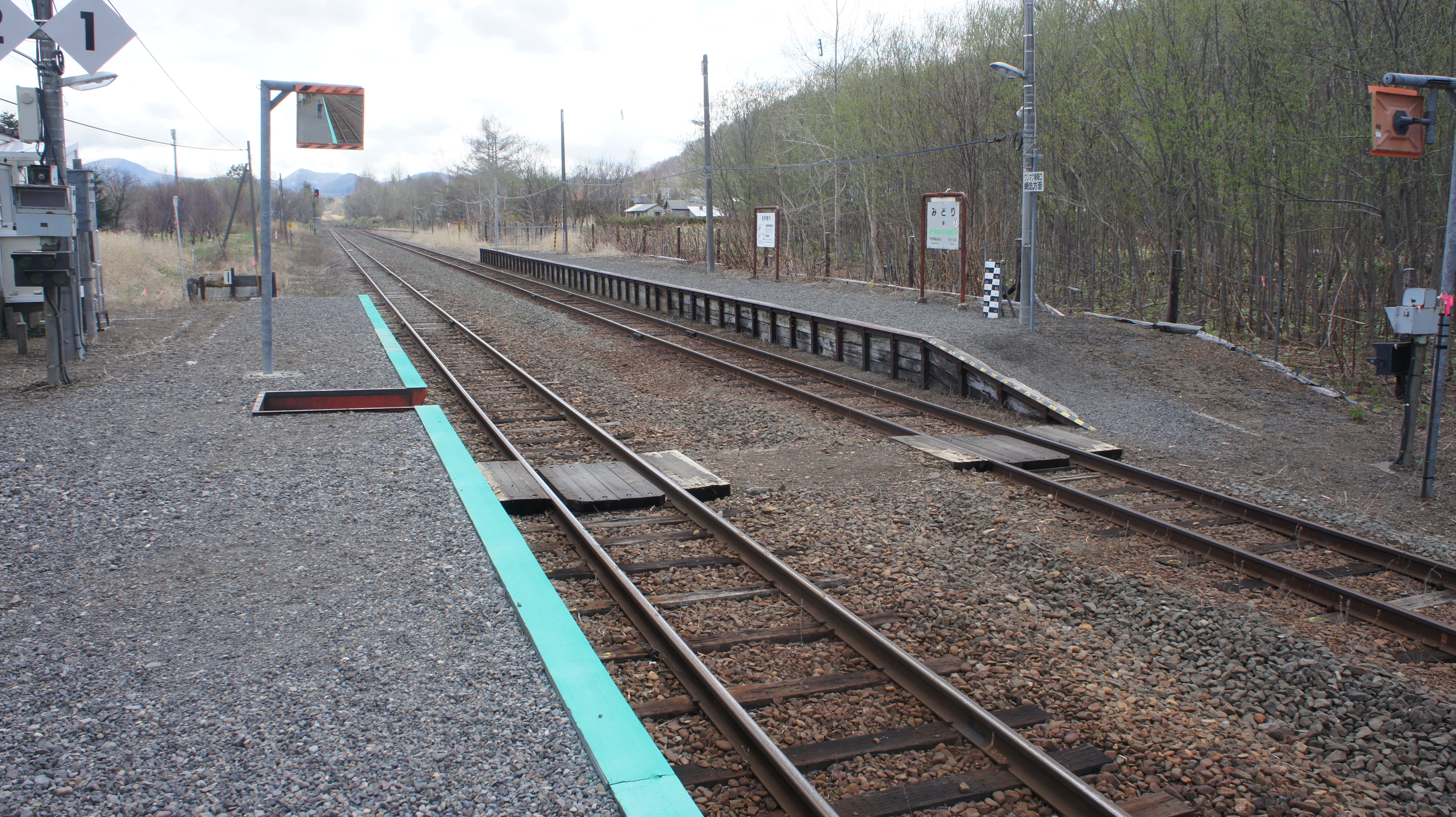
構内踏切（2018年5月）
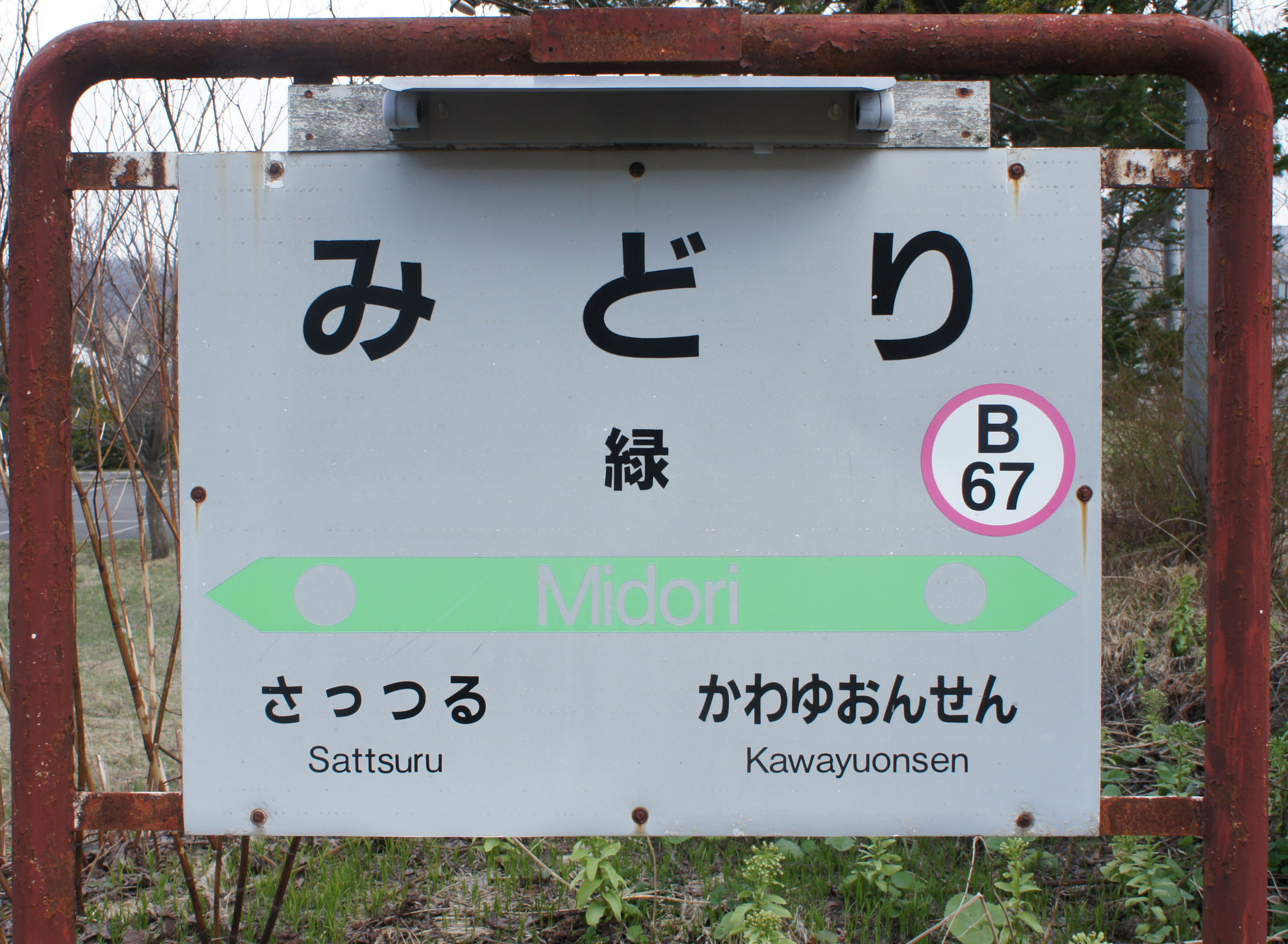
駅名標（2018年5月）

## 利用状況
乗車人員の推移は以下のとおり。年間の値のみ判明している年については、当該年度の日数で除した値を括弧書き1日平均欄に示す。なお「JR調査」については、当該の年度を最終年とする過去5年間の各調査日における平均である。
| 年度               | 乗車人員 | 乗車人員 | 乗車人員 | 出典       | 備考               |
| 年度               | 年間     | 1日平均  | JR調査   | 出典       | 備考               |
| ------------------ | -------- | -------- | -------- | ---------- | ------------------ |
| 1960年（昭和35年） | 90,657   | (248.4)  |          | [ 17 ]     |                    |
| 1965年（昭和40年） | 94,839   | (259.8)  |          | [ 17 ]     |                    |
| 1970年（昭和45年） | 79,440   | (217.6)  |          | [ 17 ]     |                    |
| 1975年（昭和50年） | 19,078   | (52.1)   |          | [ 17 ]     |                    |
| 1978年（昭和53年） |          | 100      |          | [ 14 ]     |                    |
| 2011年（平成23年） |          | (1)      |          | [ 18 ]     | 1日平均乗降人員2人 |
| 2012年（平成24年） |          | (1)      |          | [ 18 ]     | 1日平均乗降人員2人 |
| 2013年（平成25年） |          | (1)      |          | [ 18 ]     | 1日平均乗降人員2人 |
| 2014年（平成26年） |          | (2)      |          | [ 18 ]     | 1日平均乗降人員4人 |
| 2016年（平成28年） |          |          | 2.4      | [ JR北 1 ] |                    |
| 2017年（平成29年） |          |          | 3.0      | [ JR北 2 ] |                    |
| 2018年（平成30年） |          |          | 3.2      | [ JR北 3 ] |                    |
| 2019年（令和元年） |          |          | 2.8      | [ JR北 4 ] |                    |
| 2020年（令和02年） |          |          | 3.0      | [ JR北 5 ] |                    |
| 2021年（令和03年） |          |          | 3.0      | [ JR北 6 ] |                    |
| 2022年（令和04年） |          |          | 2.0      | [ JR北 7 ] |                    |
| 2023年（令和05年） |          |          | 1.0      | [ JR北 8 ] |                    |

## 駅周辺
北海道道1115号摩周湖斜里線沿いを中心に清里町緑町の集落が広がる。この集落は鉄道開通により急速に発展し戸数を増やした経緯を持つ。
- 清里町役場緑町支所
- 斜里警察署緑駐在所
- 緑郵便局
- 緑の湯（天然温泉設備）

## 隣の駅
北海道旅客鉄道（JR北海道）
■釧網本線
札弦駅 (B68) - 緑駅 (B67) - 川湯温泉駅 (B66)

### JR北海道
1. ↑  「釧網線（東釧路・網走間）」（PDF）『線区データ（当社単独では維持することが困難な線区）』、北海道旅客鉄道、2017年12月8日。オリジナルの2017年12月9日時点におけるアーカイブ。2017年12月10日閲覧。
2. ↑  「釧網線（東釧路・網走間）」（PDF）『線区データ（当社単独では維持することが困難な線区）(地域交通を持続的に維持するために)』、北海道旅客鉄道株式会社、3頁、2018年7月2日。オリジナルの2018年8月19日時点におけるアーカイブ。2018年8月19日閲覧。
3. ↑  “釧網線（東釧路・網走間）” (PDF). 線区データ（当社単独では維持することが困難な線区）(地域交通を持続的に維持するために).   北海道旅客鉄道. p. 3 (2019年10月18日). 2019年10月18日時点のオリジナルよりアーカイブ。2019年10月18日閲覧。
4. ↑  “釧網線（東釧路・網走間）” (PDF). 地域交通を持続的に維持するために > 輸送密度200人以上2,000人未満の線区（「黄色」8線区）.   北海道旅客鉄道. p. 3 (2020年10月30日). 2020年11月2日時点のオリジナルよりアーカイブ。2020年11月2日閲覧。
5. ↑  “駅別乗車人員  特定日調査（平日）に基づく”.   北海道旅客鉄道. 2022年8月3日時点のオリジナルよりアーカイブ。2022年8月14日閲覧。
6. ↑  “駅別乗車人員  特定日調査（平日）に基づく”.   北海道旅客鉄道. 2022年9月3日時点のオリジナルよりアーカイブ。2022年9月3日閲覧。
7. ↑  “駅別乗車人員  特定日調査（平日）に基づく”.   北海道旅客鉄道. 2023年11月10日時点のオリジナルよりアーカイブ。2023年11月10日閲覧。
8. ↑  “駅別乗車人員  特定日調査（平日）に基づく”.   北海道旅客鉄道 (2024年). 2024年9月9日時点のオリジナルよりアーカイブ。2024年9月9日閲覧。